# Ken Liu
Ken Liu (n. 1976, Lanzhou, Republica Populară Chineză) este un scriitor americano-chinez de literatură științifico-fantastică și de fantezie. A câștigat mai multe premii Hugo. Seria sa epică  de fantezie The Dandelion Dynasty, prima lucrare în așa-zisul gen "silkpunk", a fost publicată de editura Simon & Schuster. A publicat povestiri în reviste ca F&SF, Asimov's Science Fiction, Analog, Lightspeed, Clarkesworld și în numeroase antologii Year's Best.
În primul număr Sci-Fi Magazin  (octombrie 2007), i-a apărut povestirea „ Algoritmi pentru dragoste”.

## Biografie
Ken Liu s-a născut în 1976 în Lanzhou, China. Copilăria a petrecut-o alături de bunicii săi. Mama sa și-a luat doctoratul în chimie în Statele Unite și a lucrat ca farmacistă, tatăl său este inginer în calculatoare. Familia a emigrat în Statele Unite ale Americii atunci când Liu avea 11 ani și a locuit în California și Stonington înainte de a se stabili în Waterford, Connecticut. Ken Liu a absolvit liceul Waterford în 1994, apoi a studiat literatura engleză și informatica la Colegiul din Harvard, unde a obținut o diplomă în 1998. După absolvire, a lucrat ca inginer de software la Microsoft și a participat la un startup în Cambridge, Massachusetts. În 2004, Liu a devenit avocat și consultant de înaltă tehnologie. Din 2002, a început să scrie, să traducă și să scrie ficțiune.
Ken Liu a avut un contract de a traduce în limba engleză Problema celor trei corpuri, traducere care conține note de subsol care elaborează referințe la istoria Chinei care ar putea fi necunoscute publicului internațional. O schimbare notabilă a traducerii a fost că acele capitolele care au loc în timpul Revoluției Culturale au fost mutate la început, pentru a servi ca introducere. Autorul romanului, Liu Cixin, a aprobat schimbarea, deoarece inițial au fost concepute ca introducere, dar au fost mutate din cauza îngrijorărilor editorului său cu privire la sensibilitatea acesteia în cadrul politicilor de cenzură din China.

## Legături externe
- Site web oficial
- Ken Liu la Internet Speculative Fiction Database
- " Liu, Ken" (The Encyclopedia of Science Fiction; by Jonathan Clements)
- Ken Liu profile, NY Times Dec. 3, 2019.  Focuses on his translations of Chinese SF.
- Trei proze de Ken Liu, Galaxia 42, de Alexandru Lamba